# Harth (Bad Berka)
Harth ist der Name eines Höhenzuges südwestlich von Bad Berka.

## Geographie
Das Gebiet des Harth ist ein Teil der Ilm-Saale-Platte. Es bildet ein ungefähr gleichseitiges Dreieck zwischen den Ortschaften Tonndorf im Westen, Bad Berka im Osten und München im Süden und wird umgrenzt von der Ilm im Südosten, den Tonndorfbach im Südwesten und dem Bachlauf der Beche im Norden. Der höchste Punkt liegt bei 365,3 m über NN. 
Während das Gelände nach Süden zur Ilm mäßig steil abfällt, geht es im Norden in eine Hochebene über. Der südöstliche, größere Teil ist bewaldet, der nordwestliche Teil wird überwiegend landwirtschaftlich genutzt.

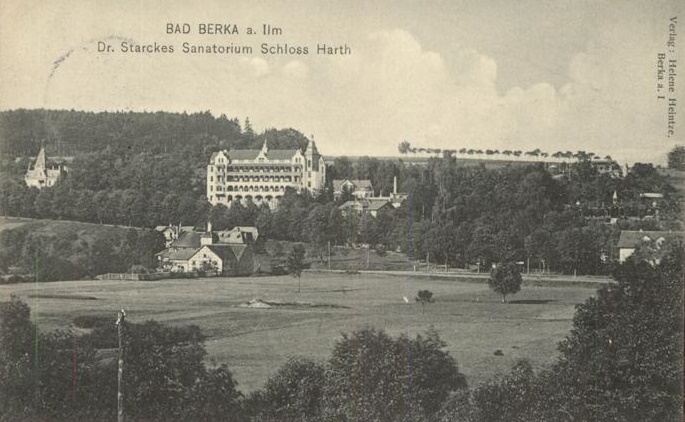
Der Ausläufer des Höhenzuges in Bad Berka mit dem ehemaligen Sanatorium (ca. 1910)

## Geschichte
Bis in das 19. Jahrhundert war das Gebiet ausschließlich forst- und landwirtschaftlich genutzt. Es bestand ein alter Kammweg von Bad Berka nach München, die heutige Harthallee. 
1898 wurde im Westen auf der Höhe nördlich des Rittergutes München die Sophienheilstätte zur Behandlung von Tuberkulosekranken errichtet, nachdem sich zuvor die Einwohner von Bad Berka gegen eine solche Klinik innerhalb ihrer Ortschaft gewehrt hatten. 1905 folgte der Bau von „Dr. Starckes Sanatorium“, einer „diätischen Kuranstalt für innere und Nervenkranke“ auf der Höhe nahe dem Bahnhof Bad Berka. Es wurde später Schloss Harth genannt. Schließlich erfolgte 1950 bis 1957 der Bau einer „Zentralklinik für Lungenkrankheiten und Tuberkulose“ an der Harthallee im östlichen Waldbereich des Höhenzuges. Der Standort war wie die Sophienklinik von Wald umgeben, aber doch erheblich näher an der Stadt Bad Berka und von dieser aus gut über eine neue Straße, die Robert-Koch-Allee, erreichbar. Somit wurde der Harth Standort von drei Kliniken. Beidseitig der Allee entwickelte sich dann seit den 50er Jahren das Wohngebiet Auf der Harth der Stadt Bad Berka, das durch Einfamilienhäuser, aber auch Wohnblocks geprägt ist. In Folge der Wende wurden nach 1990 die alten Klinikstandorte Sophienheilstätte und Schloß Harth aufgegeben und stattdessen das Zentralkrankenhaus ausgebaut.